# Monterroso
Monterroso est un municipio de la comarque de Ulloa, dans la province de Lugo, communauté autonome de Galice, au nord-ouest de l'Espagne. C'est aussi le nom de plusieurs parroquias de ce municipio, ainsi que du chef-lieu du municipio.
Ce municipio est traversé par le Camino francés du Pèlerinage de Saint-Jacques-de-Compostelle, qui passe par ses localités et sites de Serra de Ligonde, A Previsa, Os Lameiros, Ligonde, Airexe, mais qui ne passe pas par son chef-lieu.

## Géographie

### Municipios limitrophes
- Au nord :
- Au sud :
- À l'est :
- À l'ouest :

## Divisions administratives
Le municipio de Monterroso recouvre les parroquias et localités suivantes :
| - Santa María de Arada (73 habitants en 2007), avec ses localités de Arada, Sandolfe ; - Santiago de Bidouredo (58 habitants en 2007), avec ses localités de Bidouredo, A Moreira, A Pedriña ; - Santa María do Bispo (53 habitants en 2007), avec ses localités de A Aldea de Atrás, O Bispo, As Casas do Chao ; - San Martiño de Cumbraos (41 habitants en 2007), avec ses localités de Casas de Núñez, Casas do Monte, Cumbraos de Abaixo ; - San Miguel de Esporiz (2 059 habitants en 2007), avec ses localités de O Campo, A Cariza, A Carreira, As Castedas, Esporiz, Monterroso (chef-lieu du municipio), Os Olmos, Podente ; - San Martiño de Fente (38 habitants en 2007), avec ses localités de Os Campos, A Cogula, Fente, A Graña, A Torre ; - San Cibrao dos Ferreiros (41 habitants en 2007), avec ses localités de Os Ferreiros, Sendín, Traslama dos Ferreiros ; - San Pedro de Frameán (107 habitants en 2007), avec ses localités de Frameán, Parteme de Baixo ; - San Martiño de Fufín (45 habitants en 2007), avec sa localité unique de Fufín ; - Santiago de Lavandelo (23 habitants en 2007), avec sa localité unique de Arxona ; - Santa María de Leborei (46 habitants en 2007), avec ses localités de A Ermida, Leborei, A Ponte dos Carros ; - Santiago de Ligonde (228 habitants en 2007), avec ses localités de Airexe, A Casa de Areán, As Casas Novas, O Casucho, Comeás, Couso, A Devesa, A Fonte do Porco, A Fonte Grande, Os Lameiros de Abaixo, Os Lameiros de Arriba, Lardeiros, Ligonde, O Marco, Meandreiras, A Pallota, A Previsa, O Rego, A Vacariza, Val, A Zapateira ; - San Xoán de Lodoso (76 habitants en 2007), avec ses localités de A Barreira, O Cancelo, A Frouxeira, Lodoso, A Lucencia, Montecelo, A Penela, Sestelo, Tralo Fontao ; - San Pedro de Milleirós (30 habitants en 2007), avec ses localités de Milleirós, Mouronte, Outeiro ; - San Cristovo de Novelúa (115 habitants en 2007), avec ses localités de A Areosa, O Batán, Casas de Gai, O Castro, Lama Retorta, Lentil, Novelúa, Tarrío, Trascastro, Vilamaior ; - Santa María de Pedraza (154 habitants en 2007), avec ses localités de Gontá de Arriba, Gundín, Pedraza, San Cristovo, San Lourenzo, Vilarfonxe ; - San Miguel de Penas (169 habitants en 2007), avec ses localités de Esteba, Ludeiro, San Miguel, Toxide, A Uceira, A Vacaloura, O Vilar ; - San Cibrao de Pol (64 habitants en 2007), avec ses localités de A Camba, Pol, O Vilar ; - Santa María de Salgueiros (32 habitants en 2007), avec ses localités de Airexe, Aldea de Abaixo, O Brixeo, Pacios ; - San Salvador de San Breixo (178 habitants en 2007), avec ses localités de O Castro, A Goleta, Ladar, Lourentín, Mundín, San Breixo, Seixós ; - Santa Eufemia de Satrexas (72 habitants en 2007), avec ses localités de O Fental, Fondevila, Satrexas ; - Santo André de Sirgal (59 habitants en 2007), avec ses deux localités de Parteme de Riba et Sirgal ; - Santa Mariña de Sucastro (89 habitants en 2007), avec ses deux localités de Goimil et Sucastro ; - Santa María de Tarrío (52 habitants en 2007), avec ses localités de Cacabelos, Pena Forcada, Tarrío de Buxergos ; - San Salvador de Valboa (56 habitants en 2007), avec ses localités de O Alto, O Campo, A Carreira, Illoá, Martín, Piñeiro, A Regueira, A Seara, Vilance ; - San Pedro de Vilanova (39 habitants en 2007), avec sa localité unique de Vilanova ; - San Cristovo de Viloíde (55 habitants en 2007), avec ses localités de Ansar, Curuxás, Viloíde. |

### Galeries de photos
L'album ci-dessous montre quelques églises paroissiales du municipio de Monterroso

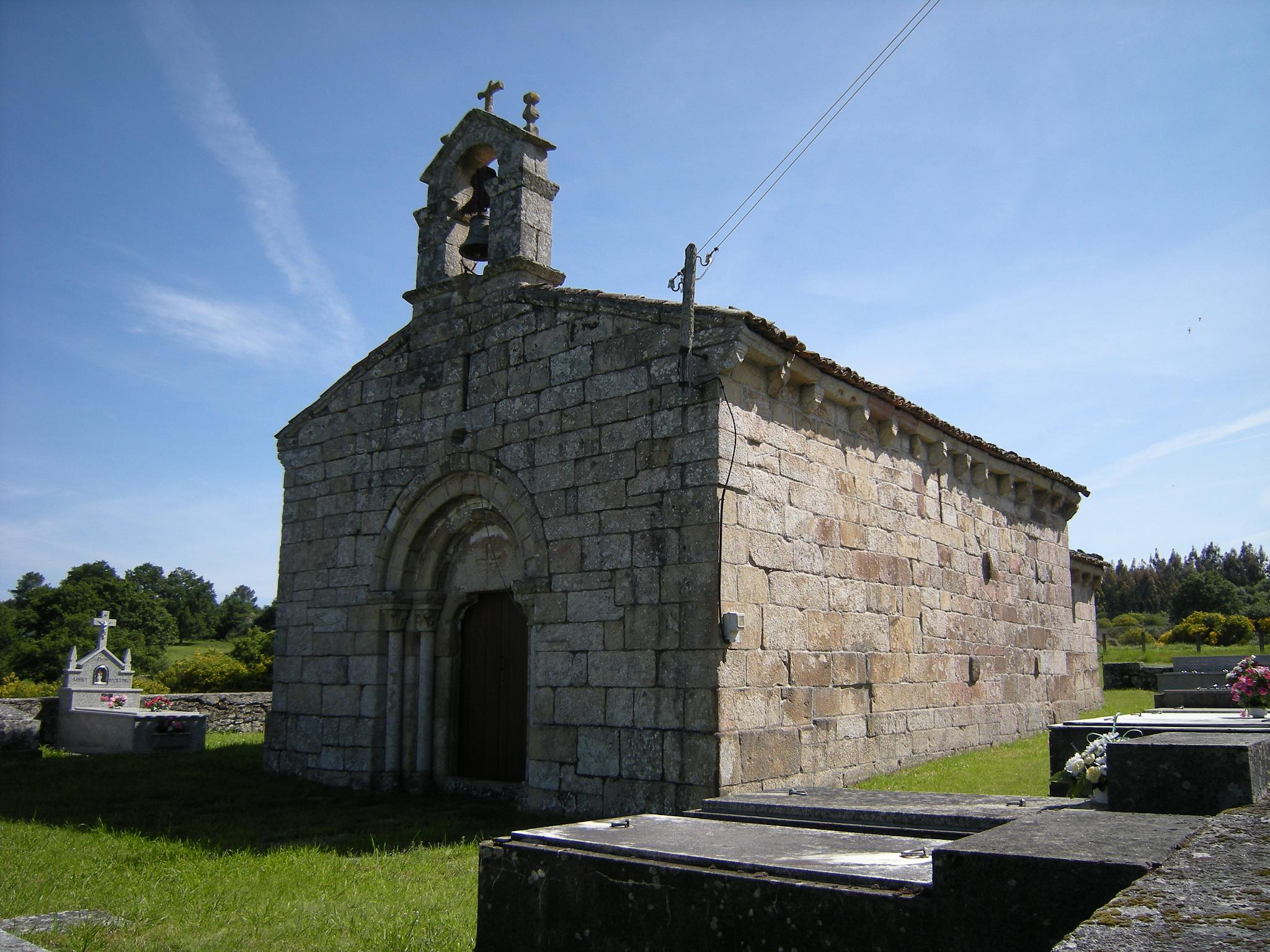
Église de Santiago de Bidouredo.
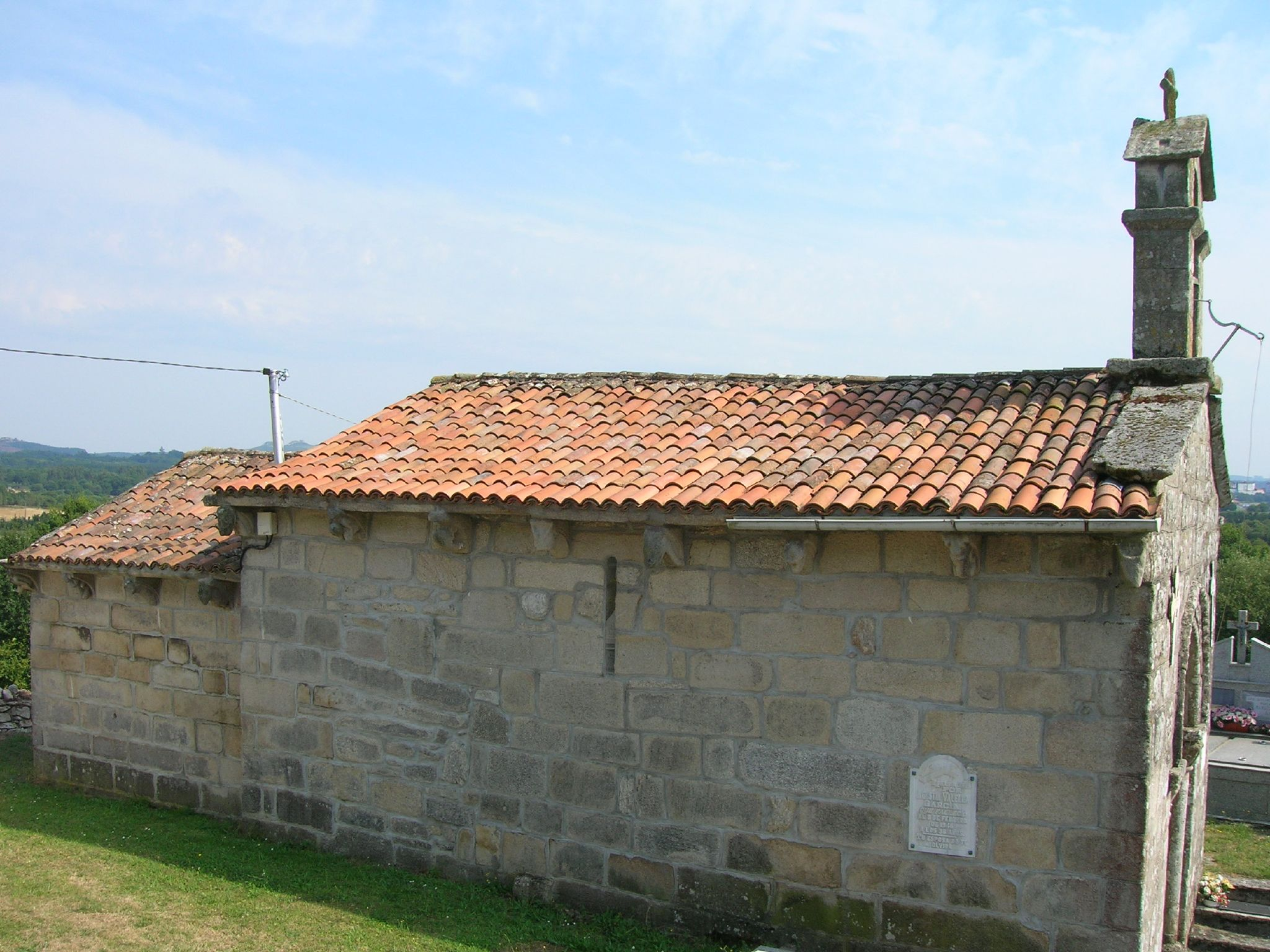
Église de San Martiño de Cumbraos
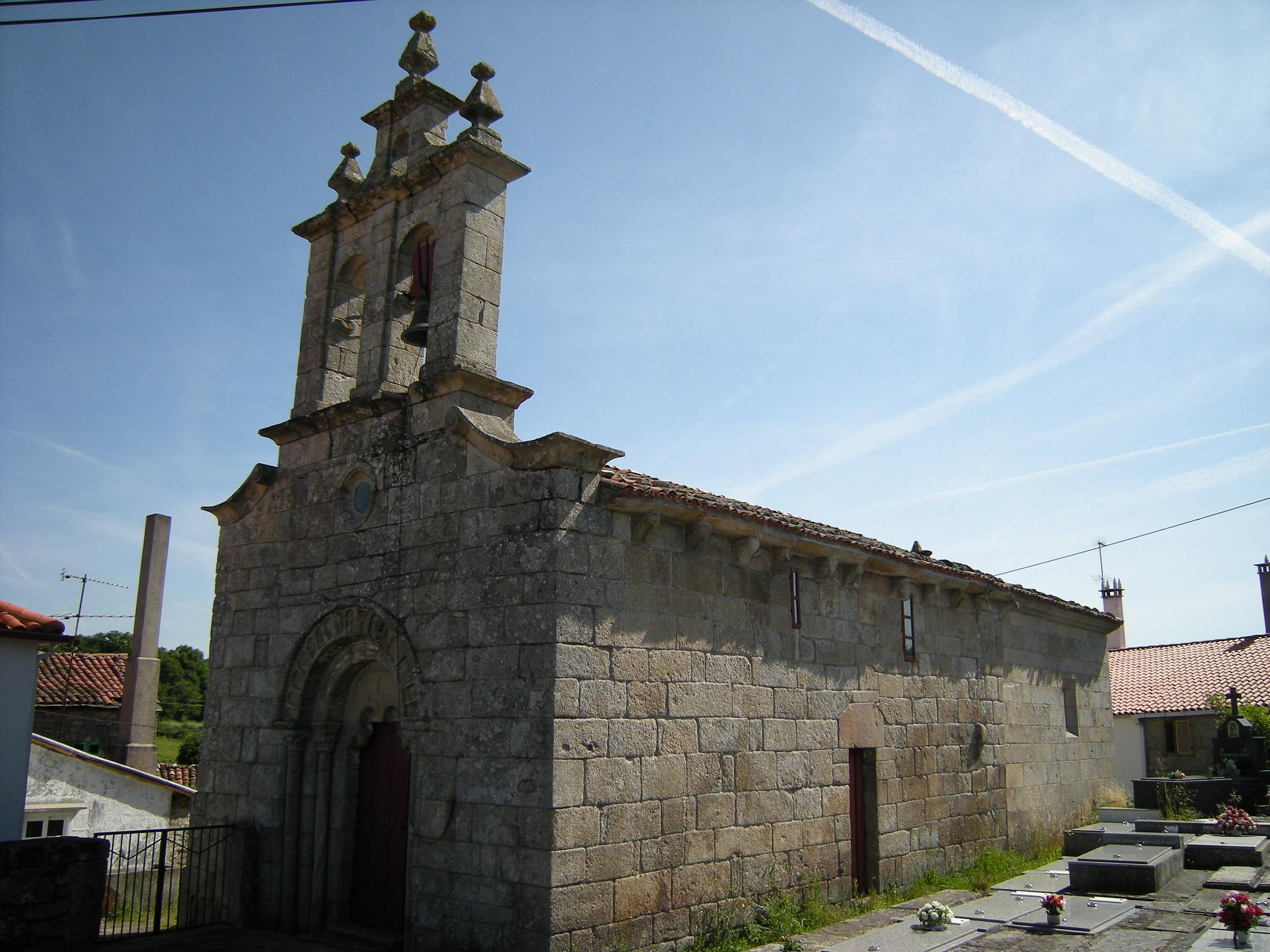
Église de San Miguel de Esporiz.
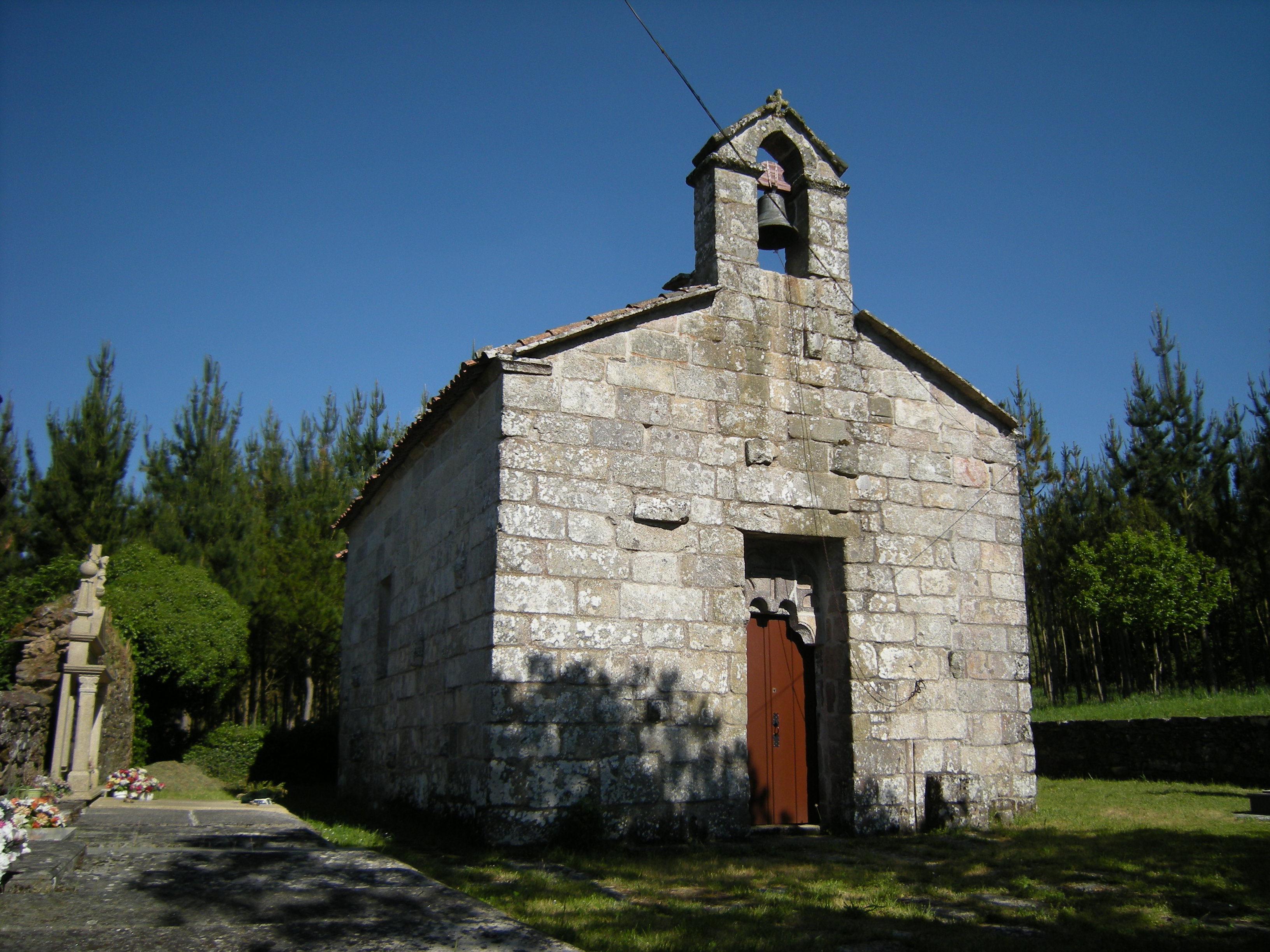
Église de San Martiño de Fente
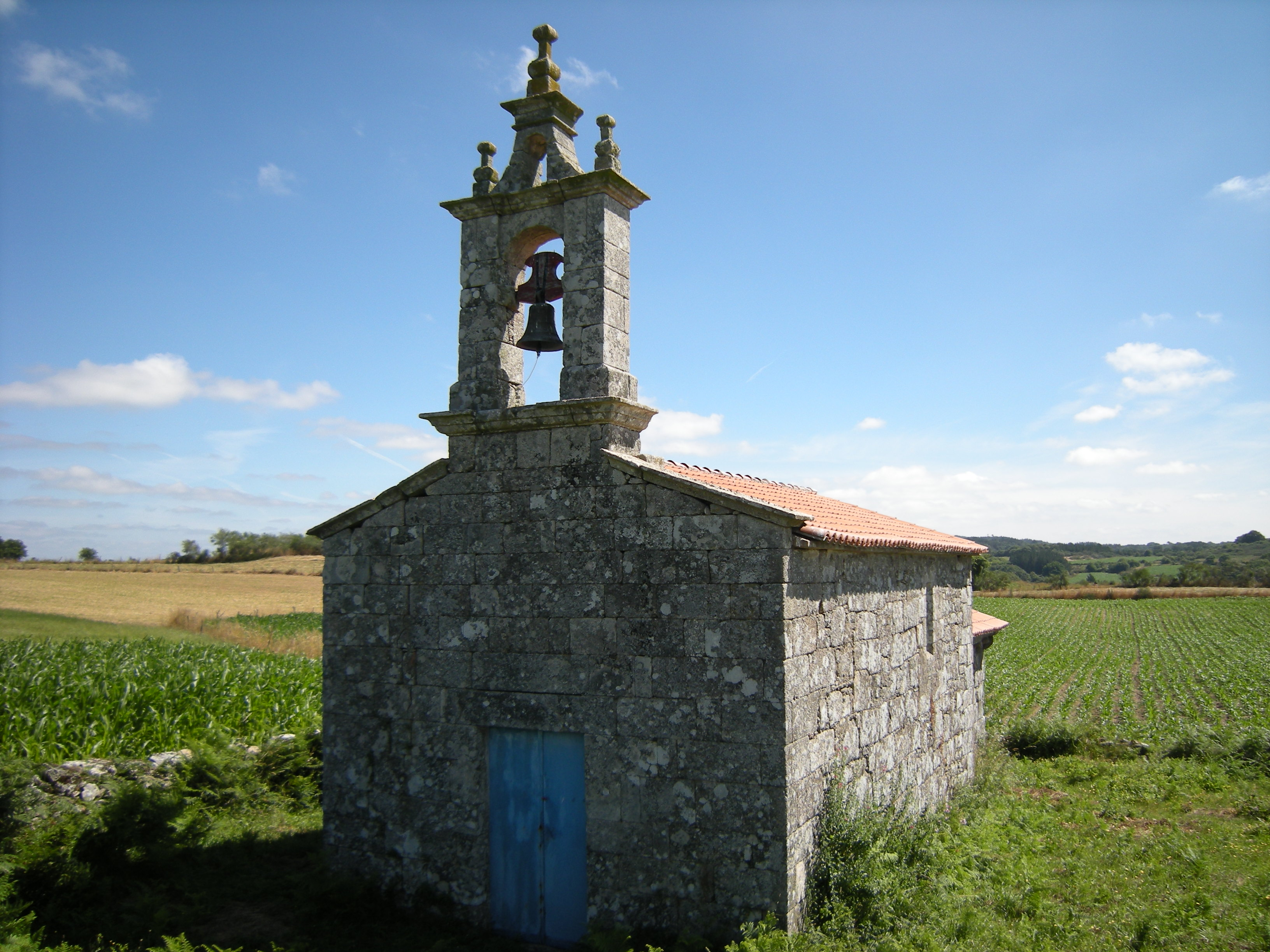
Église de San Cibrao dos Ferreiros
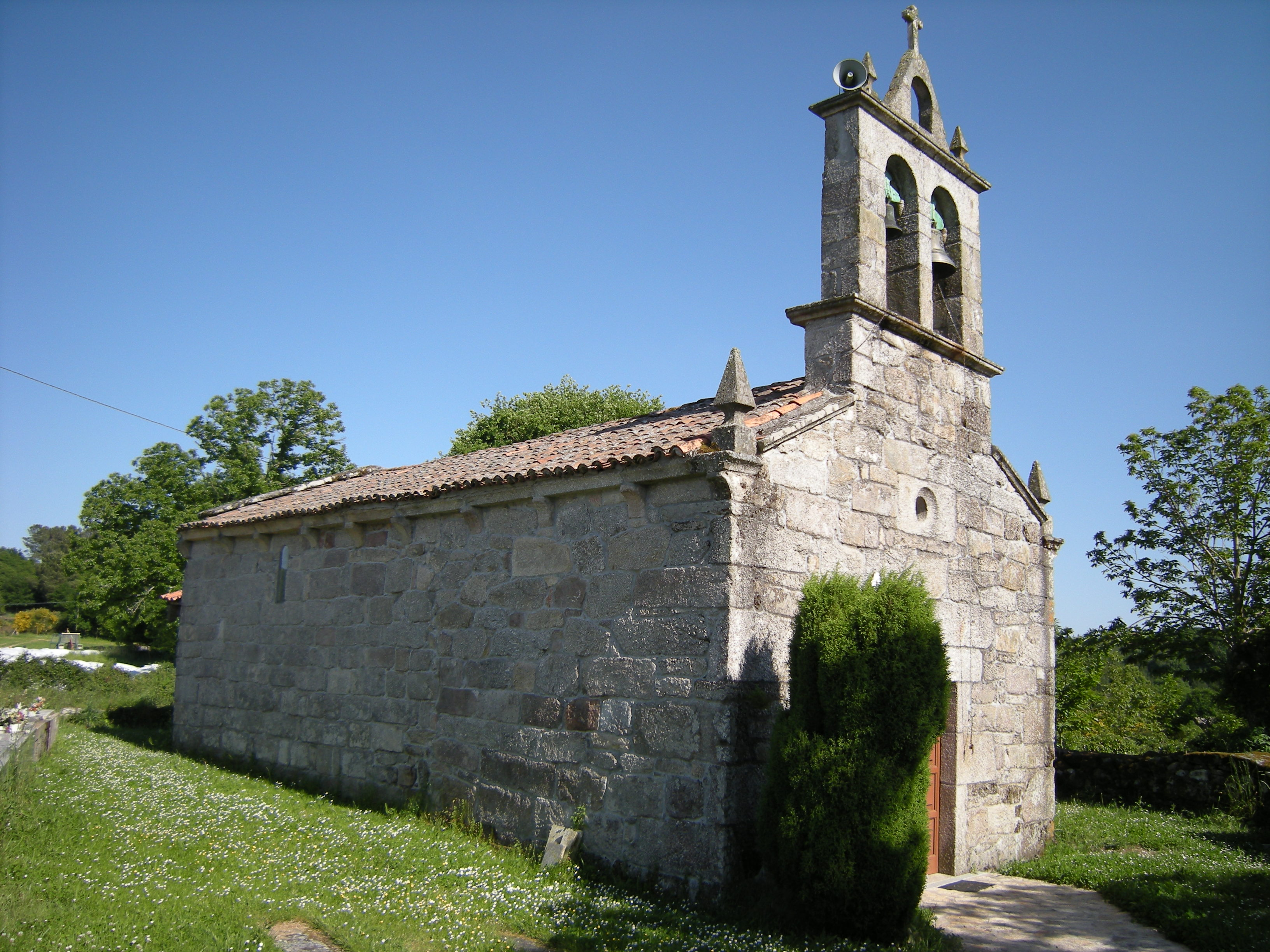
Église de San Pedro de Frameán
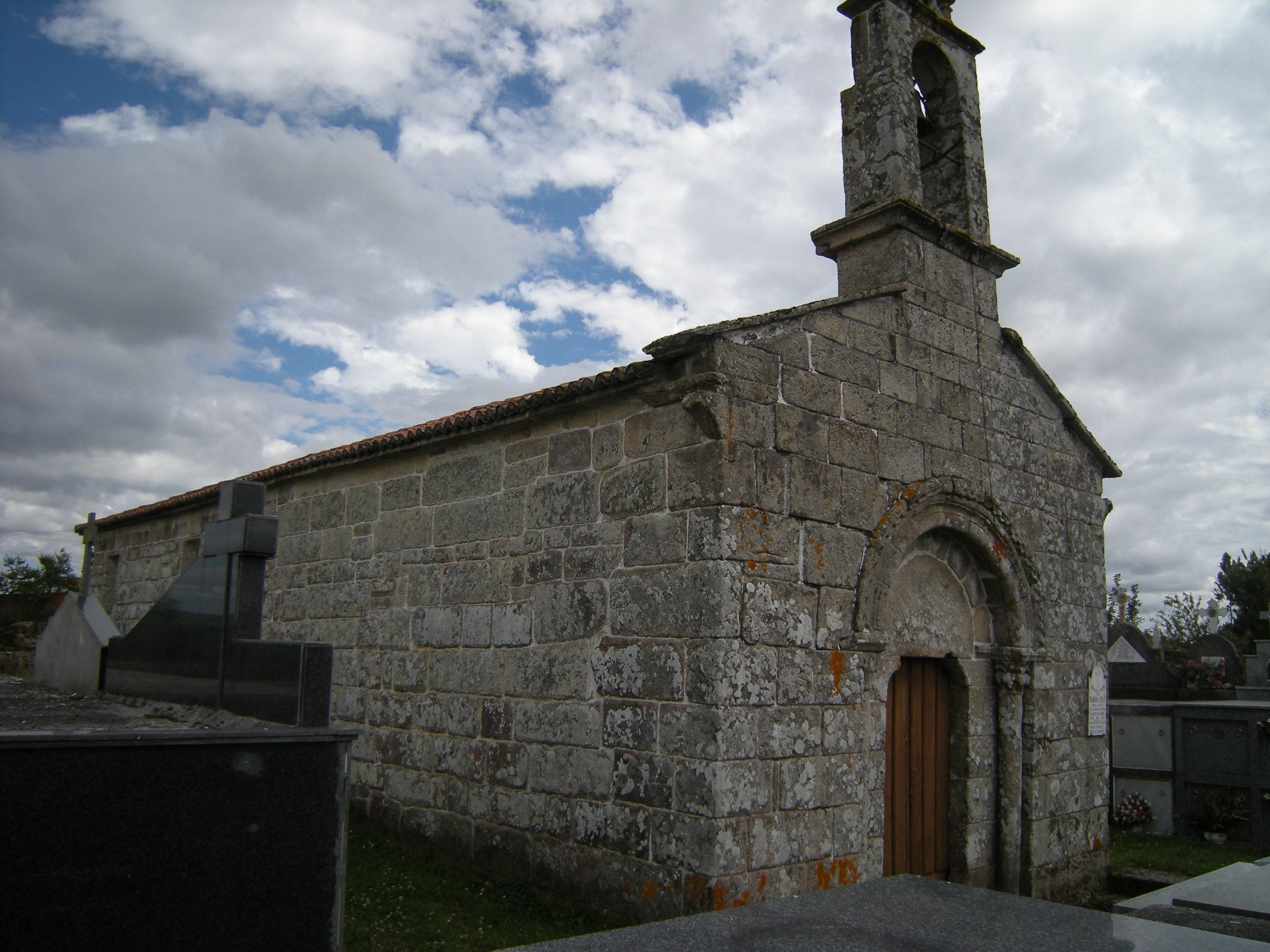
Église de San Martiño de Fufín
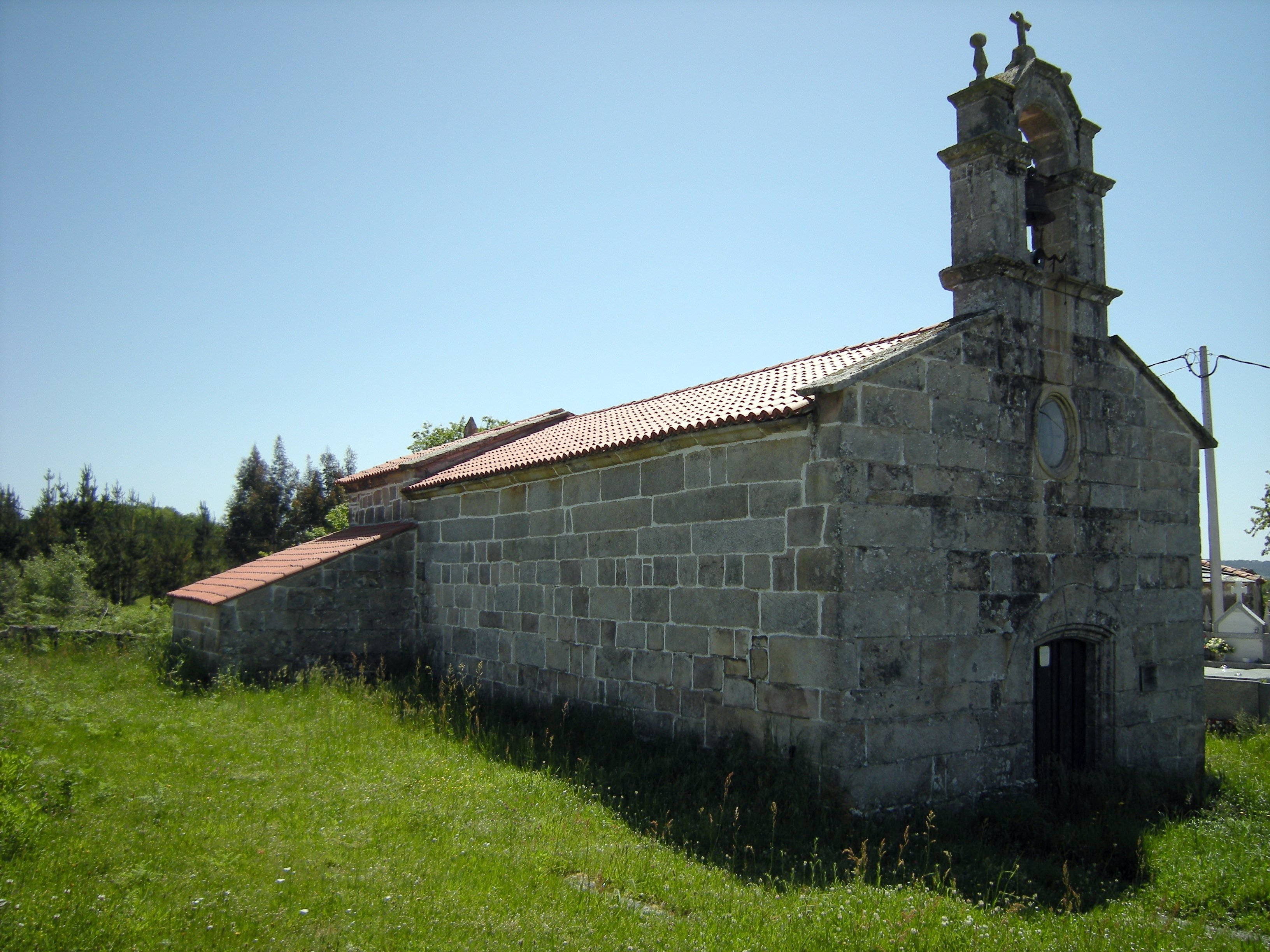
Église de San Xoán de Lodoso
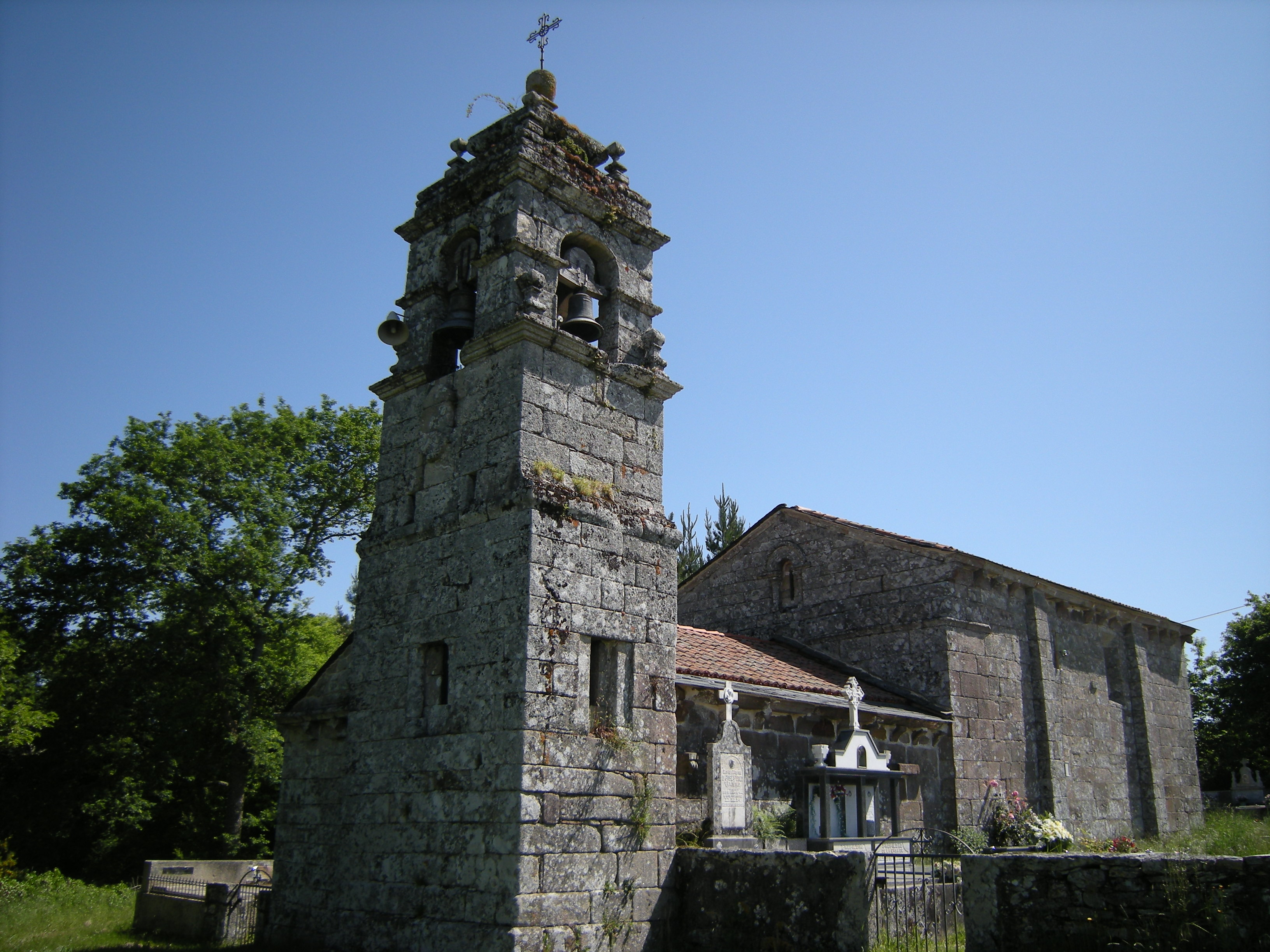
Église de San Cristovo de Novelúa
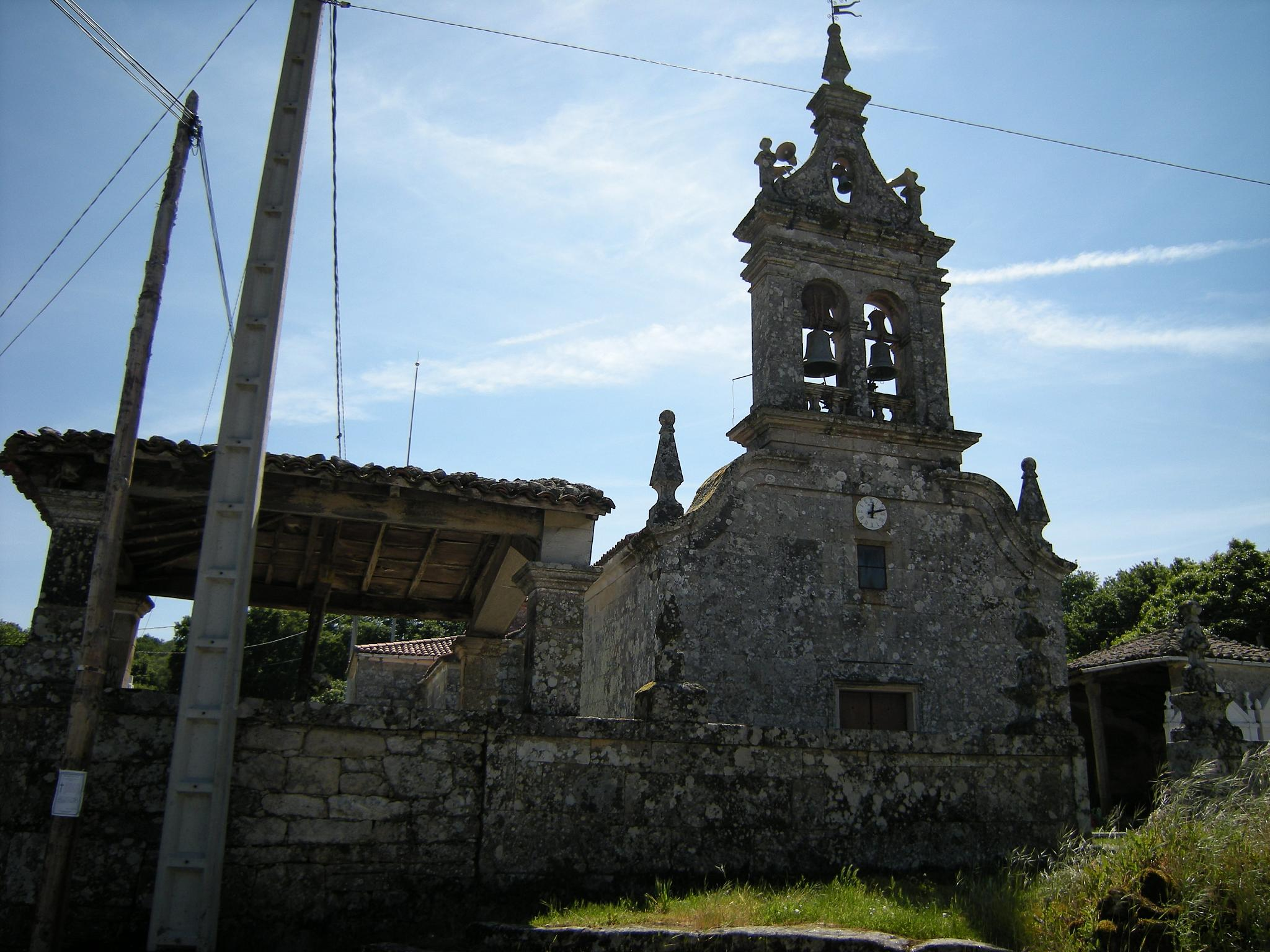
Église de Santa María de Pedraza
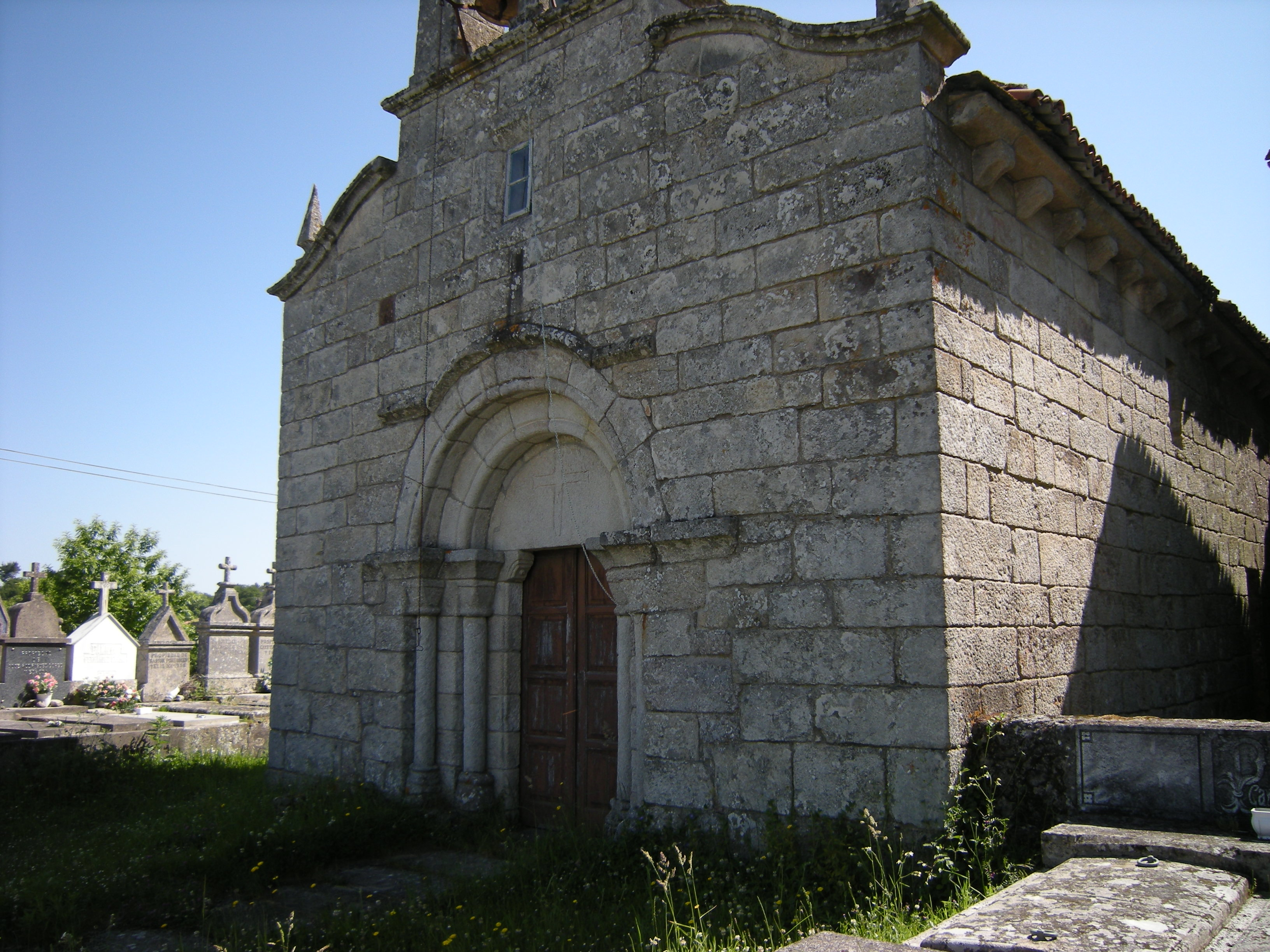
Église de San Miguel das Penas
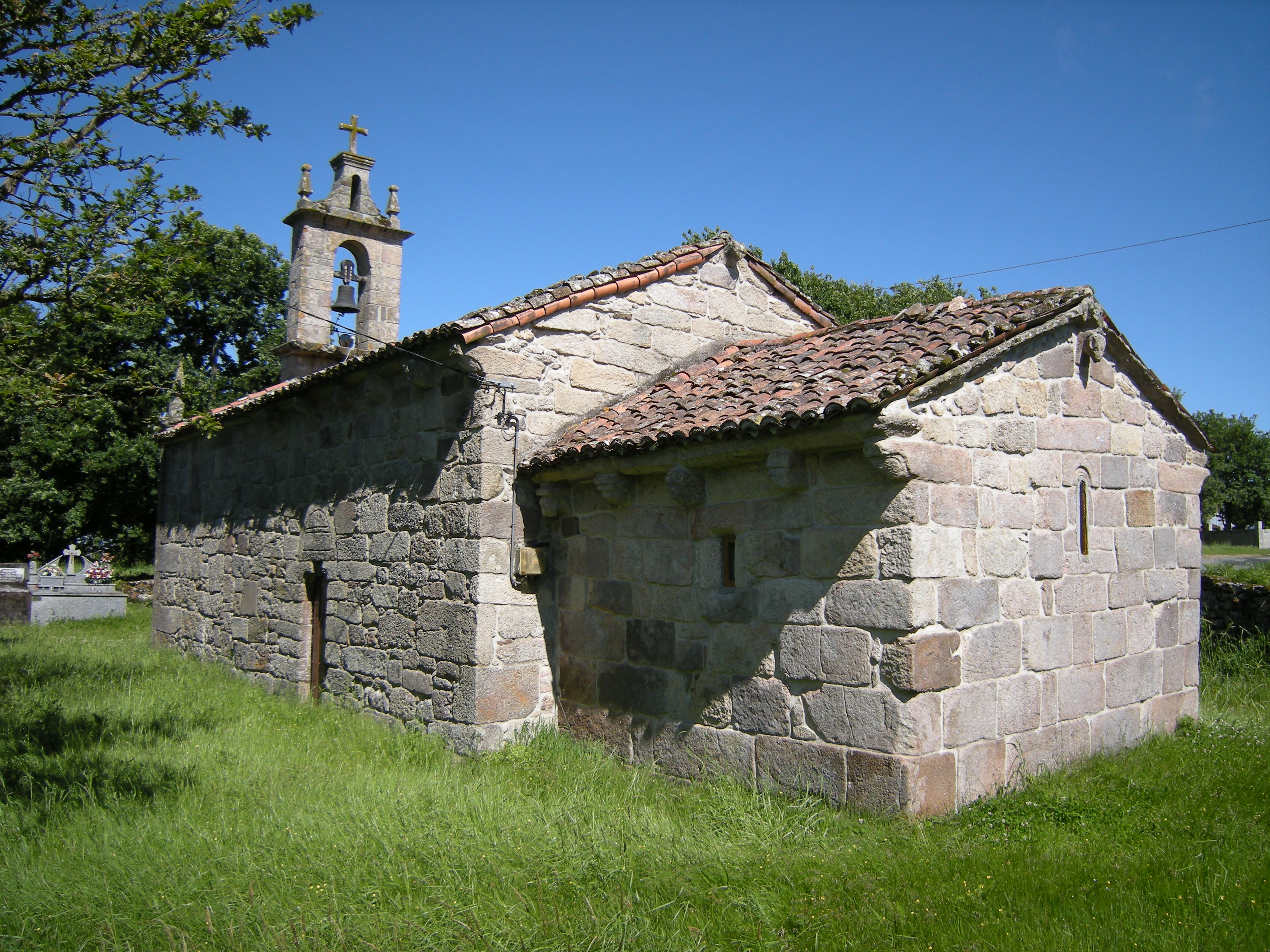
Église de San Cibrao de Pol
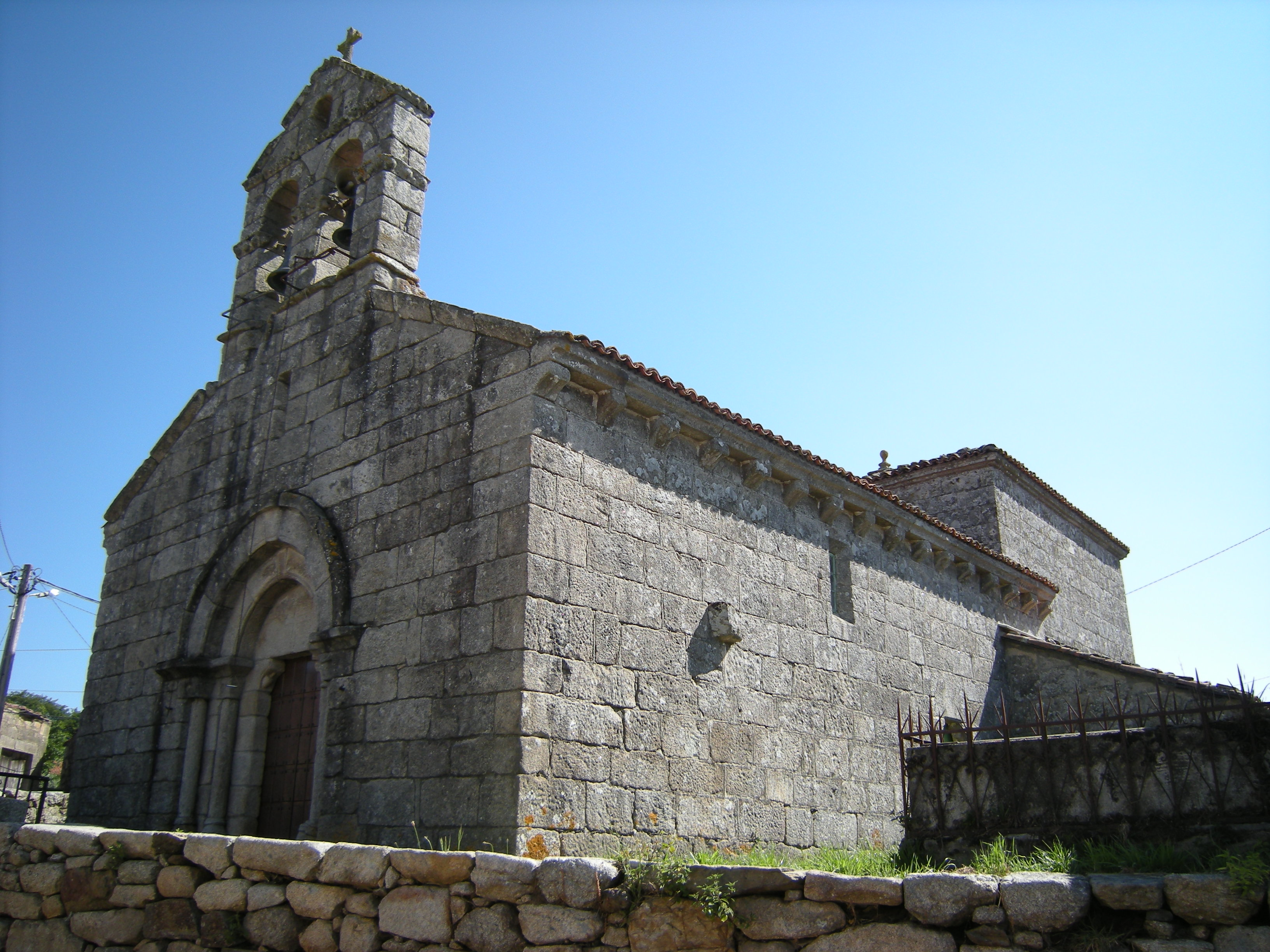
Église de San Salvador de San Breixo
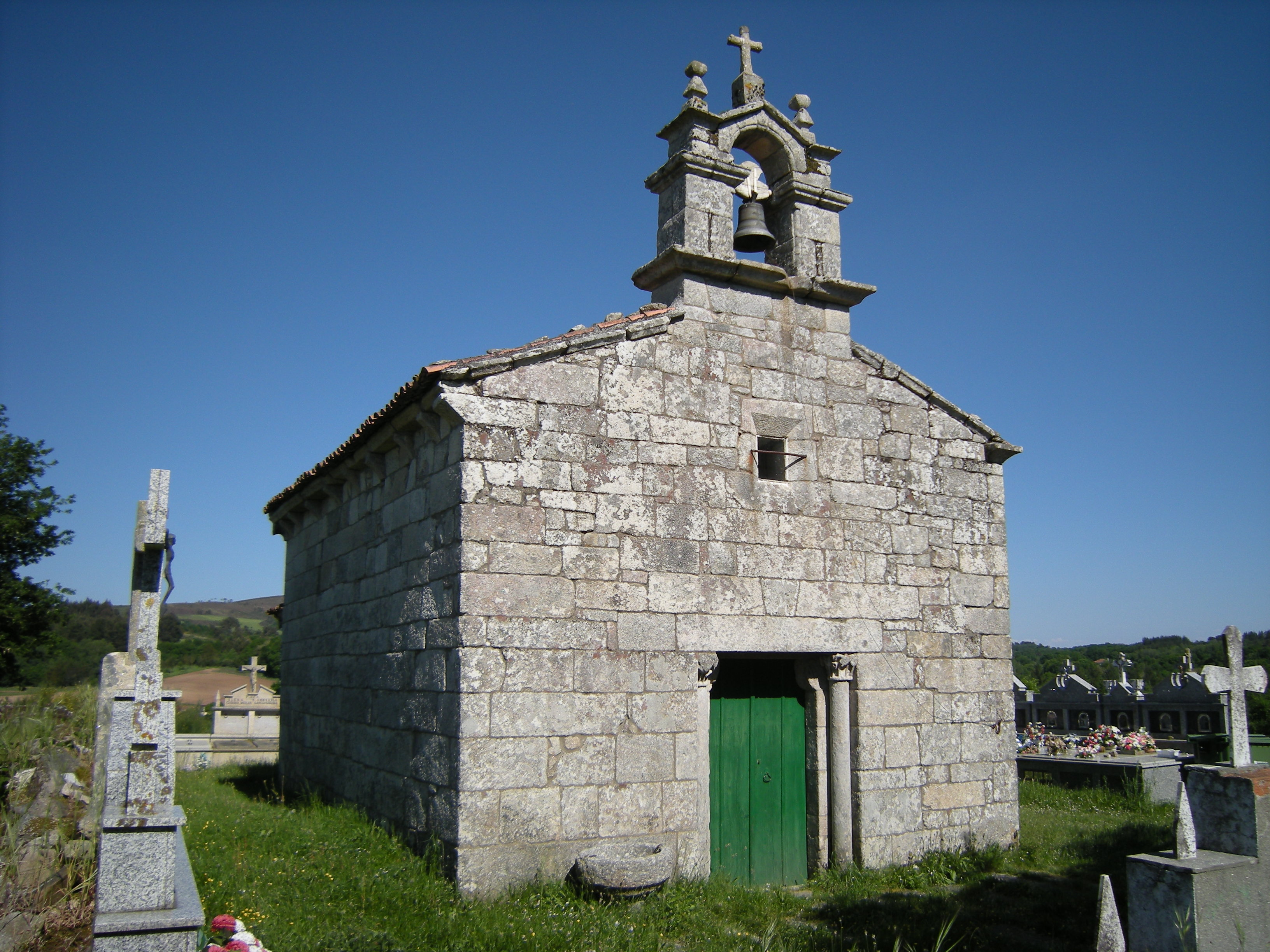
Église de Santa Mariña de Sucastro
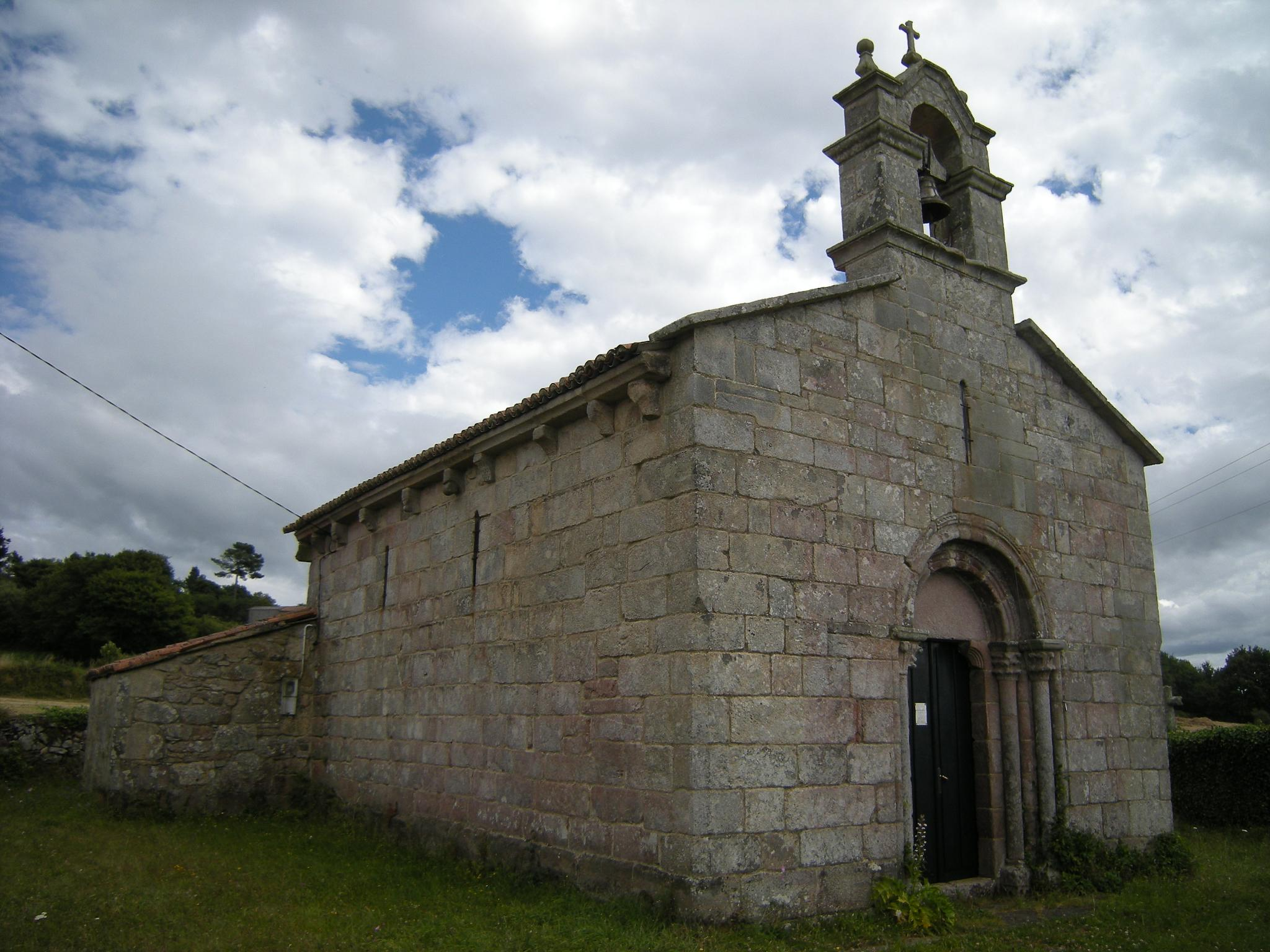
Église de Santa María de Tarrío
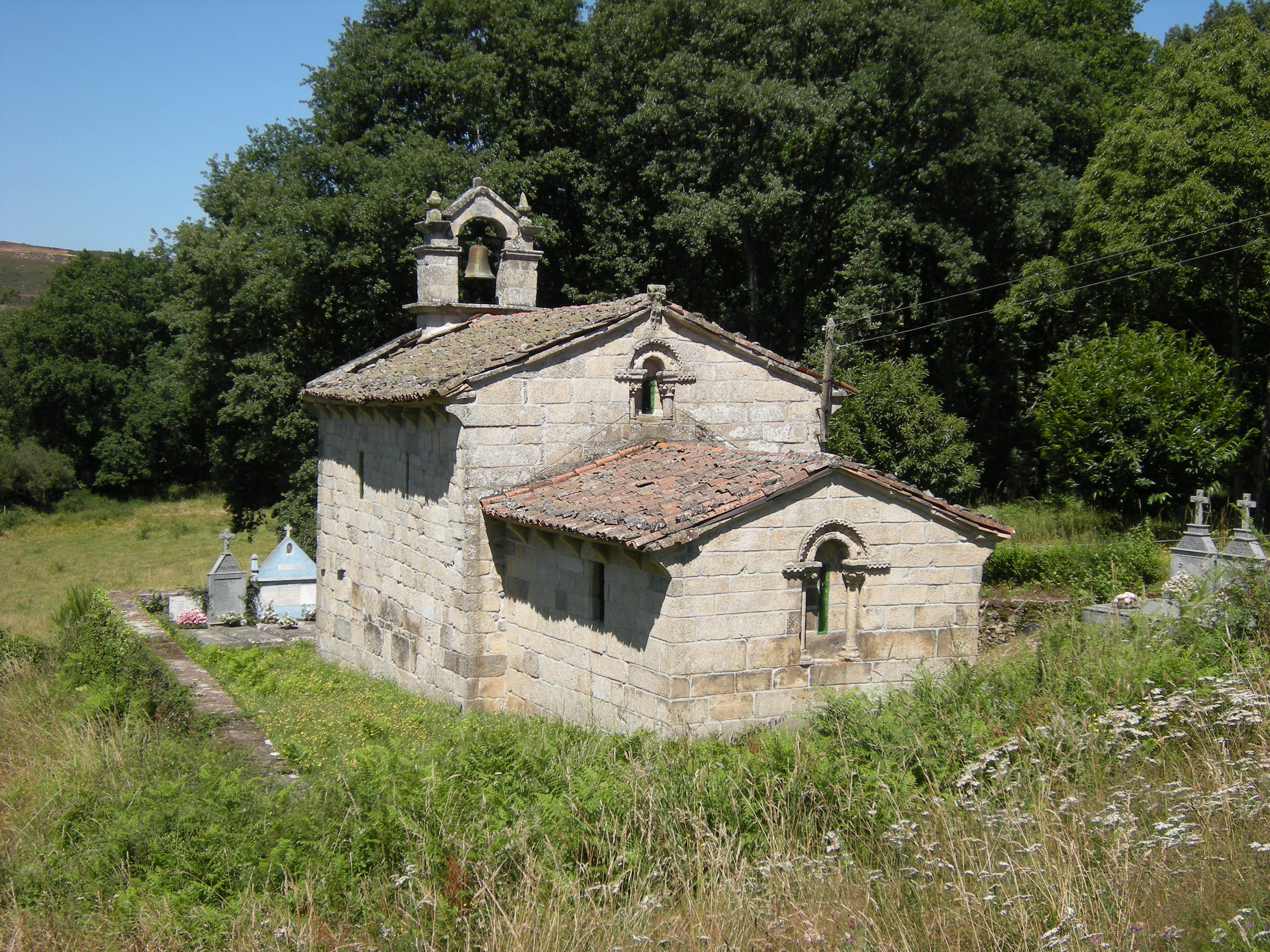
Église de San Salvador de Valboa
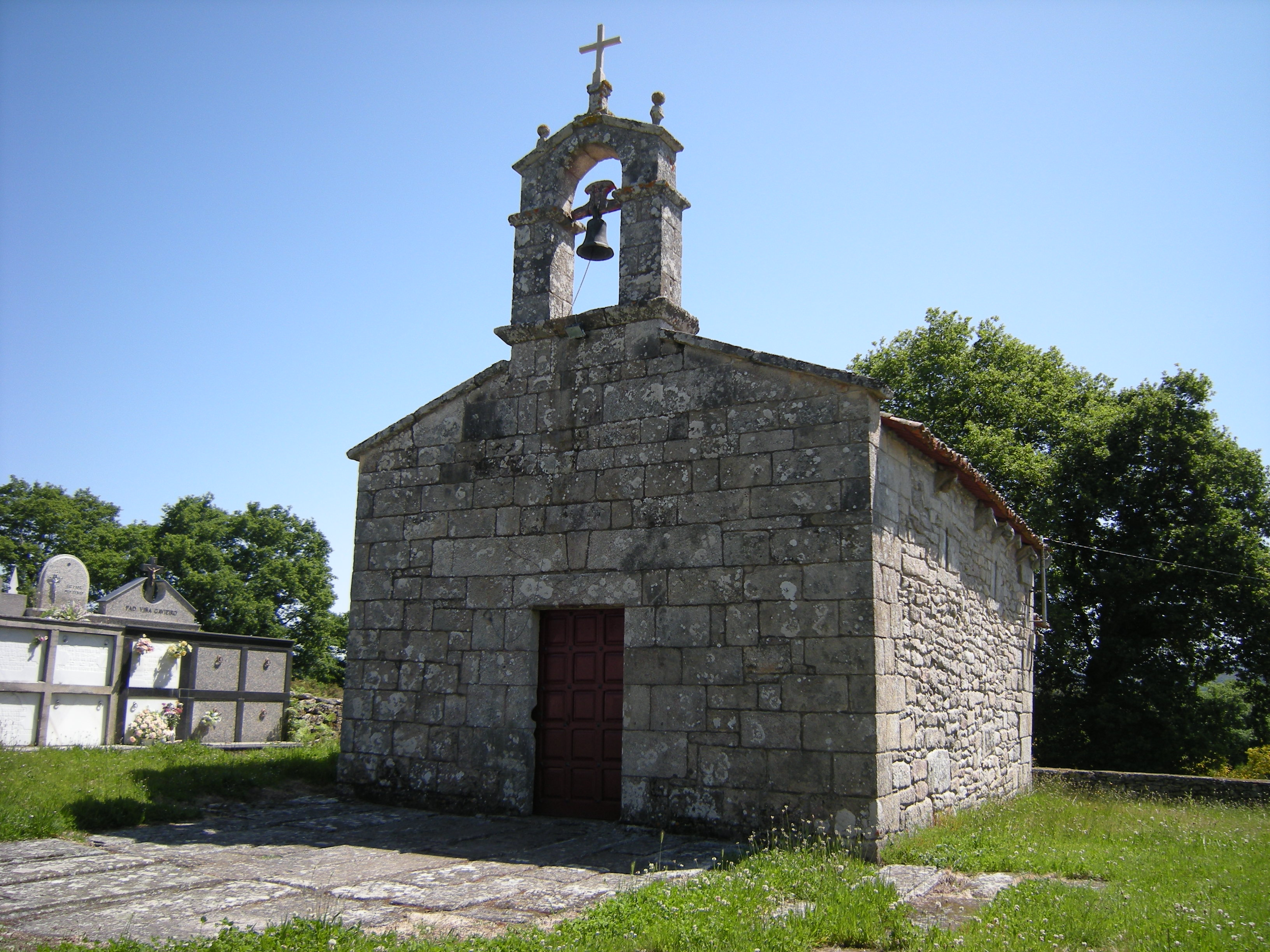
Église de San Pedro de Vilanova
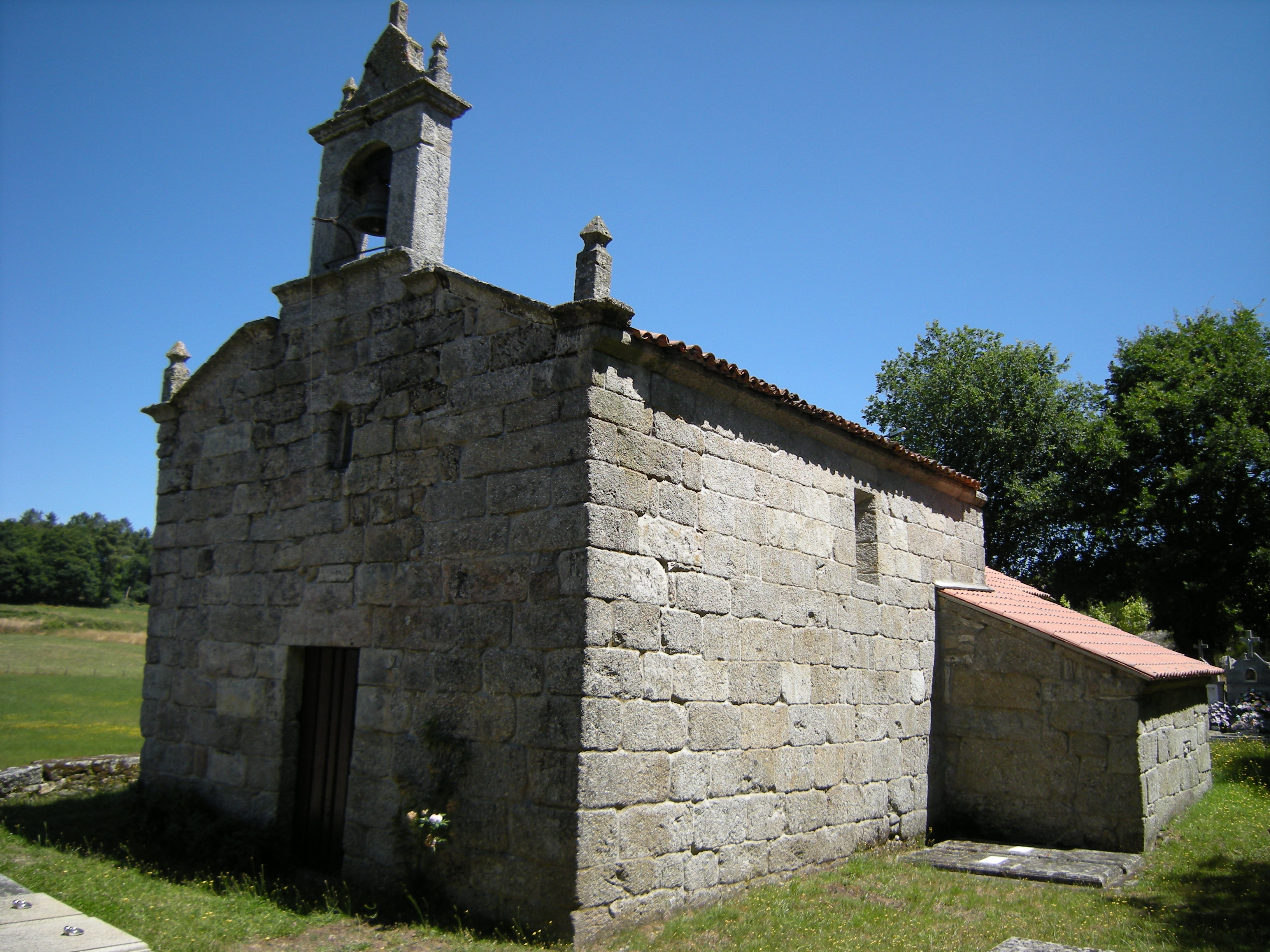
Église de San Cristovo de Viloíde

## Patrimoine et culture

### Pèlerinage de Compostelle
Par le Camino francés du Pèlerinage de Saint-Jacques-de-Compostelle, le chemin vient du municipio de Portomarín, en passant par ses localités de Portomarín (chef-lieu), Fábrica de ladrillos (briqueterie), Toxibo, Monte Torros, Gonzar, Castromaior, Hospital da Cruz et Ventas de Narón.
Dans ce municipio de Monterroso, le chemin parcourt les localités et sites de Serra de Ligonde, A Previsa, Os Lameiros, Ligonde, Airexe.
Le prochain municipio traversé est Palas de Rei, en passant par les localités ou sites de Portos, Vilar de Donas (hors chemin), Lestedo, Os Valos, A Mamurria, A Brea, Avenostre, O Rosario, Os Chacotes, Palas de Rei (chef-lieu), Pallota, Carballal, San Xulián do Camiño, Casanova, A Campanilla.

## Sources et références
- (es) Cet article est partiellement ou en totalité issu de l’article de Wikipédia en espagnol intitulé « Monterroso » (voir la liste des auteurs).
- (fr) Grégoire, J.-Y. & Laborde-Balen, L., « Le Chemin de Saint-Jacques en Espagne - De Saint-Jean-Pied-de-Port à Compostelle - Guide pratique du pèlerin », Rando Éditions, mars 2006,  (ISBN 2-84182-224-9)
- (fr)« Camino de Santiago St-Jean-Pied-de-Port - Santiago de Compostela », Michelin et Cie, Manufacture Française des Pneumatiques Michelin, Paris, 2009,  (ISBN 978-2-06-714805-5)
- (fr)« Le Chemin de Saint-Jacques Carte Routière », Junta de Castilla y León, Editorial